# Rohit Saggi
Rohit Saggi (* 31. Januar 1992) ist ein norwegischer Fußballschiedsrichter.
Saggi leitet seit 2016 Spiele in der norwegischen Eliteserien, bisher hatte er über 120 Einsätze.
Seit 2018 steht er auf der Liste der FIFA-Schiedsrichter und pfeift internationale Fußballspiele.
In der Saison 2018/19 leitete Saggi erstmals ein Spiel in der Qualifikation zur Europa League und in der Saison 2021/22 erstmals ein Spiel in der Qualifikation zur Champions League, des Weiteren hatte er seine ersten Einsätze in der Europa Conference League. Zudem pfiff er bereits Partien in der Youth League, in der Qualifikation zur Europameisterschaft 2024 in Deutschland und zu diversen U-17- und U-21-Europameisterschaften sowie Freundschaftsspiele.
Seit der Saison 2023/24 zählt er zur Gruppe der UEFA-First-Category-Schiedsrichter.